# Deutsche Meisterschaften im Biathlon 2010
Die Deutschen Meisterschaften im Biathlon 2010 wurden vom 10. bis 19. September 2010 in Oberhof und Willingen im Auftrag des Deutschen Skiverbandes (DSV) ausgetragen. Die Wettkämpfe fanden in der DKB-Ski-Arena in Oberhof und in der EWF-Biathlon-Arena in Willingen statt. Der Ski-Club Willingen feierte zudem im Jahr 2010 sein 100-jähriges Bestehen.
Rekordmeister Andreas Birnbacher zeigte einmal mehr seine Vormachtstellung auf Rollski und gewann alle möglichen sechs Titel und die Pokalwertung. Kathrin Hitzer gewann nach einer missglückten Olympiasaison 2009/10 drei Titel und war damit erfolgreichste Teilnehmerin.

## Austragungsorte und Rennen
Oberhof:
- 10. September: Einzel, 15 km (Frauen) und 20 km (Männer).
- 11. September: Mixed-Staffel, 1 × 6 km (Frauen) und 2 × 7,5 km (Männer).
- 12. September: Massenstart, 12,5 km (Frauen) und 15 km (Männer).

 Willingen:
- 17. September: Sprint, 7,5 km (Frauen) und 10 km (Männer).
- 18. September: Verfolgung, 10 km (Frauen) und 12,5 km (Männer).
- 19. September: Staffel, 3 × 6 km (Frauen) und 3 × 7,5 km (Männer).

## Pokalwertung
Für jedes der insgesamt sechs Rennen wurden ähnlich wie beim Weltcup Punkte vergeben, die als Summe in eine separate Pokalwertung einflossen. Bei den Männern kamen die ersten 25 Plätze pro Disziplin in die Wertung, bei den Frauen die ersten acht Plätze. Teilnehmer, die als Gäste (aus dem Ausland) an den Start gingen, wurden nicht berücksichtigt.
| Punkteverteilung | Männer | Männer | Männer | Männer | Männer | Männer | Männer | Männer | Männer | Männer | Männer | Männer | Männer | Männer | Männer | Männer | Männer | Männer | Männer | Männer | Männer | Männer | Männer | Männer | Männer | Frauen | Frauen | Frauen | Frauen | Frauen | Frauen | Frauen | Frauen | Frauen |
| ---------------- | ------ | ------ | ------ | ------ | ------ | ------ | ------ | ------ | ------ | ------ | ------ | ------ | ------ | ------ | ------ | ------ | ------ | ------ | ------ | ------ | ------ | ------ | ------ | ------ | ------ | ------ | ------ | ------ | ------ | ------ | ------ | ------ | ------ | ------ |
| Platzierung      | 1      | 2      | 3      | 4      | 5      | 6      | 7      | 8      | 9      | 10     | 11     | 12     | 13     | 14     | 15     | 16     | 17     | 18     | 19     | 20     | 21     | 22     | 23     | 24     | 25     | 1      | 2      | 3      | 4      | 5      | 6      | 7      | 8      |        |
| Punkte           | 30     | 26     | 24     | 22     | 21     | 20     | 19     | 18     | 17     | 16     | 15     | 14     | 13     | 12     | 11     | 10     | 9      | 8      | 7      | 6      | 5      | 4      | 3      | 2      | 1      | 13     | 9      | 7      | 5      | 4      | 3      | 2      | 1      |        |

## Sonstige Starter
Neben den deutschen Teilnehmern waren auch Sportler aus dem Ausland startberechtigt. Deren Platzierungen wurden nicht in die offizielle nationale Wertung übernommen.
| Land                   | Männer | Frauen                                      |
| ---------------------- | --- | ------------------------------------------- |
| Belgien                | Eric Langer Thierry Langer                                                                                 |                                             |
| Niederlande            | Herbert Cool                                                                                               |                                             |
| Schweiz                | Claudio Böckli Thomas Frei Simon Hallenbarter Ivan Joller Matthias Simmen Christian Stebler Benjamin Weger | Selina Gasparin                             |
| Südkorea               | | Kim Seo-ra                                  |
| Vereinigte Staaten     | Jay Hakkinen                                                                                               |                                             |
| Vereinigtes Königreich | Pete Beyer Stephen Hill Kevin Kane Carl Kelly                                                              | Nerys Jones Jamielee McCreadie Adele Walker |

## Männer

### Einzel (20 km)
| Platz | Sportler           | Verein                   | Landesverband            | Schießfehler | Zeit     |
| ----- | ------------------ | ------------------------ | ------------------------ | ------------ | -------- |
| 1     | Andreas Birnbacher | SC Schleching            | Bayern                   | 0+1+0+0      | 51:44,7  |
| 2     | Arnd Peiffer       | WSV Clausthal-Zellerfeld | Niedersachsen            | 0+1+0+1      | +34,0    |
| 3     | Robin Kiel         | SV Eintracht Frankenhain | Thüringen                | 2+0+0+0      | +2:33,0  |
| 4     | Florian Graf       | WSV Eppenschlag          | Bayern                   | 0+1+1+0      | +2:43,3  |
| 5     | Daniel Böhm        | SC Buntenbock            | Niedersachsen            | 0+1+0+0      | +2:43,9  |
| 6     | Christoph Stephan  | WSV Oberhof 05           | Thüringen                | 1+1+0+0      | +2:59,9  |
| 7     | Toni Lang          | WSV Hauzenberg           | Bayern                   | 1+0+1+1      | +3:02,0  |
| 8     | Alexander Wolf     | WSV Oberhof 05           | Thüringen                | 1+1+2+1      | +3:32,8  |
| 9     | Simon Schempp      | SZ Uhingen               | Baden-Württemberg        | 1+1+1+1      | +3:56,9  |
| 10    | Peter Hoffmann     | SSV Altenberg            | Sachsen                  | 0+0+1+1      | +3:59,6  |
| 11    | Benjamin Weger     |                          | (Schweiz)                | 0+2+2+1      | +4:28,2  |
| 12    | Michael Rösch      | SSV Altenberg            | Sachsen                  | 0+2+0+4      | +4:31,2  |
| 13    | Michael Greis      | SK Nesselwang            | Bayern                   | 0+1+1+2      | +4:31,7  |
| 14    | Ivan Joller        |                          | (Schweiz)                | 0+1+0+1      | +4:45,1  |
| 15    | Robin Belau        | SV Eintracht Frankenhain | Thüringen                | 1+2+0+0      | +4:58,6  |
| 16    | Daniel Graf        | TSV Siegsdorf            | Bayern                   | 0+1+3+1      | +5:10,2  |
| 17    | Manuel Müller      | SC Oberstdorf            | Bayern                   | 0+0+0+1      | +5:10,5  |
| 18    | Simon Hallenbarter |                          | (Schweiz)                | 1+1+0+1      | +5:13,5  |
| 19    | Christian Stebler  |                          | (Schweiz)                | 1+2+1+2      | +5:51,1  |
| 20    | Steffen Bartscher  | SK Winterberg            | Westfalen                | 0+1+0+2      | +6:05,7  |
| 21    | Benjamin Thym      | WSV Scheibe-Alsbach      | Thüringen                | 1+0+0+3      | +6:13,0  |
| 22    | Felix Schuster     | Elterleiner SV           | Sachsen                  | 0+0+1+4      | +6:23,4  |
| 23    | Jay Hakkinen       |                          | (Vereinigte Staaten)     | 3+1+1+0      | +6:28,2  |
| 24    | Christian Georgi   | WSV Oberhof 05           | Thüringen                | 1+1+1+0      | +6:46,6  |
| 25    | Matthias Simmen    |                          | (Schweiz)                | 2+3+0+3      | +7:47,8  |
| 26    | Erik Lesser        | SV Eintracht Frankenhain | Thüringen                | 1+1+0+3      | +7:59,2  |
| 27    | Claudio Böckli     |                          | (Schweiz)                | 1+1+4+1      | +8:05,5  |
| 28    | Thomas Frei        |                          | (Schweiz)                | 3+1+2+2      | +8:36,5  |
| 29    | Tobias Hermann     | SC Gütenbach             | Baden-Württemberg        | 2+0+3+0      | +8:39,9  |
| 30    | Kevin Kane         |                          | (Vereinigtes Königreich) | 1+1+1+2      | +8:40,5  |
| 31    | Fabian Bekelaer    | SV Bayerisch Eisenstein  | Bayern                   | 2+2+1+1      | +8:54,1  |
| 32    | Matthias Bischl    | SV Söchering             | Bayern                   | 1+1+3+1      | +8:58,9  |
| 33    | Christopher Köditz | Großbreitenbacher SV     | Thüringen                | 0+0+1+0      | +9:11,2  |
| 34    | Steven Kirchner    | WSV Scheibe-Alsbach      | Thüringen                | 0+1+1+1      | +9:13,0  |
| 35    | Tom Barth          | TuS Dippoldiswalde       | Sachsen                  | 0+1+2+2      | +9:33,1  |
| 36    | Alexander Kiefer   | SC Schönau-Belchen       | Baden-Württemberg        | 0+2+1+2      | +9:38,7  |
| 37    | Benedikt Doll      | SZ Breitnau              | Baden-Württemberg        | 2+5+1+0      | +9:43,8  |
| 38    | Tobias Bauer       | WSV Scheibe-Alsbach      | Thüringen                | 2+0+0+1      | +9:45,3  |
| 39    | Michael Willeitner | SK Berchtesgaden         | Bayern                   | 1+2+2+1      | +9:54,9  |
| 40    | Johannes Kühn      | WSV Reit im Winkl        | Bayern                   | 1+2+3+2      | +10:19,6 |
| 41    | Stephen Hill       |                          | (Vereinigtes Königreich) | 1+0+0+1      | +11:55,5 |
| 42    | Matthias Albrecht  | WSV Oberhof 05           | Thüringen                | 4+2+2+1      | +12:02,6 |
| 43    | Pete Beyer         |                          | (Vereinigtes Königreich) | 0+2+1+5      | +12:31,5 |
| 44    | Dominik Schüßler   | SC Willingen             | Hessen                   | 2+0+4+2      | +13:00,3 |
| 45    | Herbert Cool       |                          | Niederlande              | 1+2+0+2      | +14:01,8 |
| 46    | Ludwig Fischer     | WSV Oberhof 05           | Thüringen                | 3+1+0+2      | +14:02,2 |
| 47    | Hannes Schandl     | SC Wallgau               | Bayern                   | 1+2+4+1      | +14:27,5 |
| 48    | Carl Kelly         |                          | (Vereinigtes Königreich) | 1+2+1+2      | +15:16,6 |

### Sprint (10 km)
| Platz | Sportler           | Verein                   | Landesverband     | Schießfehler | Zeit     |
| ----- | ------------------ | ------------------------ | ----------------- | ------------ | -------- |
| 1     | Andreas Birnbacher | SC Schleching            | Bayern            | 0+1          | 26:13,7  |
| 2     | Florian Graf       | WSV Eppenschlag          | Bayern            | 0+0          | +15,7    |
| 3     | Daniel Böhm        | SC Buntenbock            | Niedersachsen     | 0+0          | +26,3    |
| 4     | Arnd Peiffer       | WSV Clausthal-Zellerfeld | Niedersachsen     | 2+0          | +41,9    |
| 5     | Christoph Stephan  | WSV Oberhof 05           | Thüringen         | 0+1          | +50,5    |
| 6     | Michael Greis      | SK Nesselwang            | Bayern            | 0+2          | +1:02,8  |
| 7     | Simon Schempp      | SZ Uhingen               | Baden-Württemberg | 0+1          | +1:03,4  |
| 8     | Alexander Wolf     | WSV Oberhof 05           | Thüringen         | 2+0          | +1:03,5  |
| 9     | Michael Rösch      | SSV Altenberg            | Sachsen           | 1+3          | +1:09,1  |
| 10    | Toni Lang          | WSV Hauzenberg           | Bayern            | 3+0          | +1:23,0  |
| 11    | Robin Kiel         | SV Eintracht Frankenhain | Thüringen         | 2+1          | +1:40,1  |
| 12    | Erik Lesser        | SV Eintracht Frankenhain | Thüringen         | 1+0          | +1:40,3  |
| 13    | Benjamin Thym      | WSV Scheibe-Alsbach      | Thüringen         | 0+0          | +1:43,7  |
| 14    | Matthias Bischl    | SV Söchering             | Bayern            | 0+2          | +1:53,0  |
| 15    | Daniel Graf        | TSV Siegsdorf            | Thüringen         | 1+2          | +1:58,4  |
| 16    | Tom Barth          | TuS Dippoldiswalde       | Sachsen           | 1+0          | +2:09,5  |
| 17    | Felix Schuster     | Elterleiner SV           | Sachsen           | 0+2          | +2:16,1  |
| 18    | Johannes Kühn      | WSV Reit im Winkl        | Bayern            | 2+1          | +2:20,5  |
| 19    | Steffen Bartscher  | SK Winterberg            | Westfalen         | 1+0          | +2:22,6  |
| 20    | Fabian Bekelaer    | SV Bayerisch Eisenstein  | Bayern            | 1+0          | +2:32,4  |
| 21    | Michael Willeitner | SK Berchtesgaden         | Bayern            | 1+1          | +2:36,6  |
| 22    | Alexander Kiefer   | SC Schönau-Belchen       | Baden-Württemberg | 1+0          | +2:37,2  |
| 23    | Peter Hoffmann     | SSV Altenberg            | Sachsen           | 2+0          | +3:00,8  |
| 24    | Benedikt Doll      | SZ Breitnau              | Baden-Württemberg | 3+2          | +3:01,8  |
| 25    | Hannes Schandl     | SC Wallgau               | Bayern            | 1+0          | +3:08,3  |
| 26    | Matthias Albrecht  | WSV Oberhof 05           | Thüringen         | 2+1          | +3:09,1  |
| 27    | Ludwig Fischer     | WSV Oberhof 05           | Thüringen         | 0+1          | +3:25,9  |
| 28    | Christopher Köditz | Großbreitenbacher SV     | Thüringen         | 0+0          | +3:28,3  |
| 29    | Robin Belau        | SV Eintracht Frankenhain | Thüringen         | 1+2          | +3:47,0  |
| 30    | Dominik Schüßler   | SC Willingen             | Hessen            | 1+3          | +3:54,6  |
| 31    | Tobias Hermann     | SC Gütenbach             | Baden-Württemberg | 1+2          | +4:03,1  |
| 32    | Rene Escher        | TSG Sehma                | Sachsen           | 0+5          | +4:12,5  |
| 33    | Christian Georgi   | WSV Oberhof 05           | Thüringen         | 2+1          | +4:13,7  |
| 34    | Jonas Walther      | SG Stahl Schmiedeberg    | Sachsen           | 2+2          | +4:16,8  |
| 35    | Steven Kirchner    | WSV Scheibe-Alsbach      | Thüringen         | 2+1          | +4:46,3  |
| 36    | Korbinian Raschke  | SC Bergen                | Bayern            | 1+1          | +5:05,2  |
| 37    | Julian-Aron Göggel | SC Gosheim               | Baden-Württemberg | 2+0          | +5:14,9  |
| 38    | Tobias Bauer       | WSV Scheibe-Alsbach      | Thüringen         | 3+3          | +5:29,3  |
| 39    | Thierry Langer     |                          | (Belgien)         | 0+3          | +5:59,2  |
| 40    | Charles Franzke    | SSV Altenberg            | Sachsen           | 2+3          | +6:17,9  |
| 41    | Eric Langer        |                          | (Belgien)         | 3+3          | +10:00,7 |
| 42    | Sebastian Alt      | Biathlon Team Saarland   | Saarland          | 4+3          | +10:57,0 |

### Verfolgung (12,5 km)
| Platz | Sportler           | Verein                   | Landesverband     | Schießfehler | Zeit     |
| ----- | ------------------ | ------------------------ | ----------------- | ------------ | -------- |
| 1     | Andreas Birnbacher | SC Schleching            | Bayern            | 0+0+1+0      | 31:14,3  |
| 2     | Christoph Stephan  | WSV Oberhof 05           | Thüringen         | 0+1+1+0      | +55,2    |
| 3     | Arnd Peiffer       | WSV Clausthal-Zellerfeld | Niedersachsen     | 0+1+1+1      | +55,5    |
| 4     | Florian Graf       | WSV Eppenschlag          | Bayern            | 2+0+0+1      | +56,6    |
| 5     | Simon Schempp      | SZ Uhingen               | Baden-Württemberg | 1+0+1+0      | +58,3    |
| 6     | Alexander Wolf     | WSV Oberhof 05           | Thüringen         | 1+0+3+0      | +1:50,9  |
| 7     | Daniel Böhm        | SC Buntenbock            | Niedersachsen     | 2+0+2+0      | +1:51,0  |
| 8     | Michael Rösch      | SSV Altenberg            | Sachsen           | 0+2+2+2      | +2:15,1  |
| 9     | Robin Kiel         | SV Eintracht Frankenhain | Thüringen         | 0+1+1+0      | +2:17,0  |
| 10    | Michael Greis      | SK Nesselwang            | Bayern            | 0+1+2+1      | +2:27,2  |
| 11    | Daniel Graf        | TSV Siegsdorf            | Bayern            | 1+1+0+1      | +2:45,0  |
| 12    | Toni Lang          | WSV Hauzenberg           | Bayern            | 0+3+1+1      | +3:10,3  |
| 13    | Erik Lesser        | SV Eintracht Frankenhain | Thüringen         | 1+0+1+0      | +3:11,9  |
| 14    | Felix Schuster     | Elterleiner SV           | Sachsen           | 0+0+0+1      | +3:25,3  |
| 15    | Benedikt Doll      | SZ Breitnau              | Baden-Württemberg | 0+1+0+1      | +4:21,8  |
| 16    | Tom Barth          | TuS Dippoldiswalde       | Sachsen           | 2+0+2+0      | +4:48,7  |
| 17    | Johannes Kühn      | WSV Reit im Winkl        | Bayern            | 2+1+1+2      | +5:17,7  |
| 18    | Fabian Bekelaer    | SV Bayerisch Eisenstein  | Bayern            | 1+2+1+1      | +5:26,8  |
| 19    | Michael Willeitner | SK Berchtesgaden         | Bayern            | 1+1+3+0      | +5:27,7  |
| 20    | Matthias Bischl    | SV Söchering             | Bayern            | 1+2+2+2      | +5:48,7  |
| 21    | Peter Hoffmann     | SSV Altenberg            | Sachsen           | 2+1+1+2      | +6:34,6  |
| 21    | Steffen Bartscher  | SK Winterberg            | Westfalen         | 1+1+2+2      | +6:34,6  |
| 23    | Benjamin Thym      | WSV Scheibe-Alsbach      | Thüringen         | 2+1+3+3      | +6:40,4  |
| 24    | Alexander Kiefer   | SC Schönau-Belchen       | Baden-Württemberg | 0+2+1+2      | +7:00,3  |
| 25    | Matthias Albrecht  | WSV Oberhof 05           | Thüringen         | 3+2+0+0      | +7:28,1  |
| 26    | Jonas Walther      | SG Stahl Schmiedeberg    | Sachsen           | 0+1+0+0      | +7:43,9  |
| 27    | Robin Belau        | SV Eintracht Frankenhain | Thüringen         | 2+2+1+1      | +7:45,5  |
| 28    | Tobias Hermann     | SC Gütenbach             | Baden-Württemberg | 1+0+2+2      | +8:08,7  |
| 29    | Christian Georgi   | WSV Oberhof 05           | Thüringen         | 1+2+0+0      | +8:22,7  |
| 30    | Dominik Schüßler   | SC Willingen             | Hessen            | 2+2+2+2      | +8:47,8  |
| 31    | Hannes Schandl     | SC Wallgau               | Bayern            | 2+3+1+0      | +9:04,6  |
| 32    | Ludwig Fischer     | WSV Oberhof 05           | Thüringen         | 3+1+1+2      | +9:13,3  |
| 33    | Rene Escher        | TSG Sehma                | Sachsen           | 1+3+1+2      | +9:16,5  |
| 34    | Tobias Bauer       | WSV Scheibe-Alsbach      | Thüringen         | 0+1+1+2      | +9:23,0  |
| 35    | Christopher Köditz | Großbreitenbacher SV     | Thüringen         | 1+2+2+3      | +9:37,9  |
| 36    | Steven Kirchner    | WSV Scheibe-Alsbach      | Thüringen         | 1+2+1+0      | +9:39,5  |
| 37    | Korbinian Raschke  | SC Bergen                | Bayern            | 2+1+3+2      | +12:00,4 |
| 38    | Julian-Aron Göggel | SC Gosheim               | Baden-Württemberg | 2+3+0+2      | +12:02,5 |
| 39    | Charles Franzke    | SSV Altenberg            | Sachsen           | 0+1+1+2      | +12:15,7 |
| 40    | Thierry Langer     |                          | (Belgien)         | 0+1+1+3      | +12:26,2 |
| 41    | Eric Langer        |                          | (Belgien)         | 2+4+3+1      | +21:50,1 |

Von 42 gemeldeten und gestarteten Athleten kamen 41 in die Wertung. Aufgeben musste Sebastian Alt (Biathlon Team Saarland).

### Massenstart (15 km)
| Platz | Sportler           | Verein                   | Landesverband            | Schießfehler | Zeit    |
| ----- | ------------------ | ------------------------ | ------------------------ | ------------ | ------- |
| 1     | Andreas Birnbacher | SC Schleching            | Bayern                   | 1+1+0+1      | 38:38,2 |
| 2     | Michael Greis      | SK Nesselwang            | Bayern                   | 0+1+1+0      | +12,5   |
| 3     | Alexander Wolf     | WSV Oberhof 05           | Thüringen                | 1+2+0+1      | +20,9   |
| 4     | Christoph Stephan  | WSV Oberhof 05           | Thüringen                | 0+0+0+2      | +21,6   |
| 5     | Benjamin Weger     |                          | (Schweiz)                | 0+0+1+1      | +24,1   |
| 6     | Arnd Peiffer       | WSV Clausthal-Zellerfeld | Niedersachsen            | 0+2+0+1      | +40,7   |
| 7     | Daniel Graf        | TSV Siegsdorf            | Bayern                   | 0+0+1+2      | +51,8   |
| 8     | Michael Rösch      | SSV Altenberg            | Sachsen                  | 1+1+1+3      | +1:06,9 |
| 9     | Robin Kiel         | SV Eintracht Frankenhain | Thüringen                | 1+2+1+0      | +1:08,8 |
| 10    | Matthias Simmen    |                          | (Schweiz)                | 2+1+1+0      | +1:12,2 |
| 11    | Florian Graf       | WSV Eppenschlag          | Bayern                   | 3+0+0+1      | +1:30,9 |
| 12    | Daniel Böhm        | SC Buntenbock            | Westfalen                | 0+1+0+2      | +1:37,9 |
| 13    | Simon Schempp      | SZ Uhingen               | Baden-Württemberg        | 0+3+2+1      | +1:45,9 |
| 14    | Robin Belau        | SV Eintracht Frankenhain | Thüringen                | 2+0+0+1      | +1:59,4 |
| 15    | Toni Lang          | WSV Hauzenberg           | Bayern                   | 1+4+1+1      | +2:11,9 |
| 16    | Peter Hoffmann     | SSV Altenberg            | Sachsen                  | 1+0+2+1      | +2:15,3 |
| 17    | Thomas Frei        |                          | (Schweiz)                | 0+1+1+3      | +2:18,8 |
| 18    | Benjamin Thym      | WSV Scheibe-Alsbach      | Thüringen                | 1+1+0+1      | +2:22,1 |
| 19    | Erik Lesser        | SV Eintracht Frankenhain | Thüringen                | 2+1+1+3      | +2:24,2 |
| 20    | Simon Hallenbarter |                          | (Schweiz)                | 1+2+0+1      | +2:43,9 |
| 21    | Benedikt Doll      | SZ Breitnau              | Baden-Württemberg        | 1+1+2+2      | +2:44,8 |
| 22    | Fabian Bekelaer    | SV Bayerisch Eisenstein  | Bayern                   | 2+2+1+1      | +3:20,0 |
| 23    | Felix Schuster     | Elterleiner SV           | Sachsen                  | 1+1+3+1      | +3:20,3 |
| 24    | Christian Stebler  |                          | (Schweiz)                | 0+2+3+1      | +3:30,8 |
| 25    | Johannes Kühn      | WSV Reit im Winkl        | Bayern                   | 2+0+3+1      | +3:31,6 |
| 26    | Matthias Bischl    | SV Söchering             | Bayern                   | 2+1+2+1      | +3:33,4 |
| 27    | Tobias Hermann     | SC Gütenbach             | Baden-Württemberg        | 1+2+1+1      | +3:42,9 |
| 28    | Steffen Bartscher  | SK Winterberg            | Westfalen                | 1+1+2+1      | +3:51,9 |
| 29    | Ivan Joller        |                          | (Schweiz)                | 0+2+1+1      | +4:39,1 |
| 30    | Steven Kirchner    | WSV Scheibe-Alsbach      | Thüringen                | 2+2+0+0      | +4:54,3 |
| 31    | Michael Willeitner | SK Berchtesgaden         | Bayern                   | 1+2+0+3      | +5:02,6 |
| 32    | Alexander Kiefer   | SC Schönau-Belchen       | Baden-Württemberg        | 0+0+1+3      | +5:06,4 |
| 33    | Herbert Cool       |                          | (Niederlande)            | 0+0+3+0      | +5:22,7 |
| 34    | Dominik Schüßler   | SC Willingen             | Hessen                   | 0+1+2+2      | +5:31,6 |
| 35    | Tom Barth          | TuS Dippoldiswalde       | Sachsen                  | 2+1+2+1      | +5:36,8 |
| 36    | Christopher Köditz | Großbreitenbacher SV     | Thüringen                | 2+1+2+0      | +5:37,5 |
| 37    | Ludwig Fischer     | WSV Oberhof 05           | Thüringen                | 0+1+1+1      | +5:45,4 |
| 38    | Matthias Albrecht  | WSV Oberhof 05           | Thüringen                | 3+2+1+2      | +5:52,2 |
| 39    | Christian Georgi   | WSV Oberhof 05           | Thüringen                | 1+2+1+0      | +6:03,1 |
| 40    | Claudio Böckli     |                          | (Schweiz)                | 3+4+2+3      | +6:21,8 |
| 41    | Tobias Bauer       | WSV Scheibe-Alsbach      | Thüringen                | 1+0+3+3      | +6:52,1 |
| 42    | Kevin Kane         |                          | (Vereinigtes Königreich) | 2+1+3+2      | +7:25,9 |
| 43    | Hannes Schandl     | SC Wallgau               | Bayern                   | 1+2+0+4      | +7:29,5 |
| 44    | Pete Beyer         |                          | (Vereinigtes Königreich) | 2+2+5+4      | +7:43,6 |

Von 45 gemeldeten und gestarteten Athleten kamen 44 in die Wertung. Hannes Schandl (SC Wallgau) erhielt eine Zeitstrafe von zwei Minuten wegen einer zu wenig gelaufenen Strafrunde.

### Staffel (3 × 7,5 km)
| Platz | Staffel / Sportler     | Verein                   | Landesverband     | Schießfehler | Zeit    |
| ----- | ---------------------- | ------------------------ | ----------------- | ------------ | ------- |
| 1     | BSV I                  |                          |                   | 0+4          | 53:31,0 |
|       | Florian Graf           | WSV Eppenschlag          | Bayern            | 0+3          | 18:04,3 |
|       | Michael Greis          | SK Nesselwang            | Bayern            | 0+0          | 17:31,9 |
|       | Andreas Birnbacher     | SC Schleching            | Bayern            | 0+1          | 17:54,7 |
| 2     | TSV I                  |                          |                   | 0+7          | +22,9   |
|       | Christoph Stephan      | WSV Oberhof 05           | Thüringen         | 0+3          | 17:54,4 |
|       | Alexander Wolf         | WSV Oberhof 05           | Thüringen         | 0+2          | 18:00,2 |
|       | Robin Kiel             | SV Eintracht Frankenhain | Thüringen         | 0+2          | 17:59,2 |
| 3     | BSV II                 |                          |                   | 1+11         | +1:46,8 |
|       | Toni Lang              | WSV Hauzenberg           | Bayern            | 0+4          | 18:04,4 |
|       | Daniel Graf            | TSV Siegsdorf            | Bayern            | 0+2          | 17:42,4 |
|       | Johannes Kühn          | WSV Reit im Winkl        | Bayern            | 1+5          | 19:30,8 |
| 4     | TSV II                 |                          |                   | 0+9          | +2:21,4 |
|       | Robin Belau            | SV Eintracht Frankenhain | Thüringen         | 0+3          | 18:52,8 |
|       | Benjamin Thym          | WSV Scheibe-Alsbach      | Thüringen         | 0+3          | 18:47,2 |
|       | Erik Lesser            | SV Eintracht Frankenhain | Thüringen         | 0+3          | 18:12,3 |
| 5     | SVS I                  |                          |                   | 2+12         | +3:09,7 |
|       | Tom Barth              | TuS Dippoldiswalde       | Sachsen           | 0+2          | 18:39,5 |
|       | Michael Rösch          | SSV Altenberg            | Sachsen           | 2+6          | 18:59,1 |
|       | Felix Schuster         | Elterleiner SV           | Sachsen           | 0+4          | 19:02,0 |
| 6     | SVS II                 |                          |                   | 0+7          | +3:20,0 |
|       | Jonas Walther          | SG Stahl Schmiedeberg    | Sachsen           | 0+2          | 18:59,9 |
|       | Peter Hoffmann         | SSV Altenberg            | Sachsen           | 0+3          | 18:38,8 |
|       | Rene Escher            | TSG Sehma                | Sachsen           | 0+2          | 19:12,2 |
| 7     | SBW                    |                          |                   | 3+9          | +4:06,4 |
|       | Benedikt Doll          | SZ Breitnau              | Baden-Württemberg | 2+4          | 19:33,7 |
|       | Simon Schempp          | SZ Uhingen               | Baden-Württemberg | 0+0          | 17:43,7 |
|       | Alexander Kiefer       | SC Schönau-Belchen       | Baden-Württemberg | 1+5          | 20:19,9 |
| 8     | BSV III                |                          |                   | 1+12         | +4:32,3 |
|       | Matthias Bischl        | SV Söchering             | Bayern            | 1+6          | 19:33,3 |
|       | Fabian Bekelaer        | SV Bayerisch Eisenstein  | Bayern            | 0+2          | 18:47,0 |
|       | Michael Willeitner     | SK Berchtesgaden         | Bayern            | 0+4          | 19:42,8 |
| 9     | NSV                    |                          |                   | 3+14         | +5:41,6 |
|       | Daniel Böhm            | SC Buntenbock            | Niedersachsen     | 1+4          | 18:38,7 |
|       | Arnd Peiffer           | WSV Clausthal-Zellerfeld | Niedersachsen     | 1+4          | 18:27,0 |
|       | Phillipp Yasrebi-Soppa | WSV Clausthal-Zellerfeld | Niedersachsen     | 1+6          | 22:06,8 |
| 10    | TSV IV                 |                          |                   | 2+6          | +5:54,9 |
|       | Steven Kirchner        | WSV Scheibe-Alsbach      | Thüringen         | 0+0          | 18:43,7 |
|       | Tobias Bauer           | WSV Scheibe-Alsbach      | Thüringen         | 0+3          | 19:34,9 |
|       | Christopher Köditz     | Großbreitenbacher SV     | Thüringen         | 2+3          | 21:07,1 |
| 11    | TSV III                |                          |                   | 2+10         | +6:06,1 |
|       | Christian Georgi       | WSV Oberhof 05           | Thüringen         | 0+2          | 19:08,5 |
|       | Matthias Albrecht      | WSV Oberhof 05           | Thüringen         | 0+2          | 19:14,3 |
|       | Ludwig Fischer         | WSV Oberhof 05           | Thüringen         | 2+6          | 21:14,3 |
| 12    | BSV/SVS                |                          |                   | 0+10         | +6:28,1 |
|       | Hannes Schandl         | SC Wallgau               | Bayern            | 0+2          | 19:12,6 |
|       | Korbinian Raschke      | SC Bergen                | Bayern            | 0+6          | 20:09,8 |
|       | Charles Franzke        | SSV Altenberg            | Sachsen           | 0+2          | 20:36,5 |

Von 14 gemeldeten Staffeln kamen 12 in die Wertung. Aufgeben mussten die Staffeln HSV/WSV mit Dominik Schüßler und Steffen Bartscher sowie SBW mit Tobias Hermann und Julian-Aron Göggel.

### Pokalwertung
| Platz | Sportler           | Verein                   | Landesverband     | Rennen | Rennen | Rennen | Rennen | Rennen | Rennen | Summe |
| Platz | Sportler           | Verein                   | Landesverband     | 1      | 2      | 3      | 4      | 5      | 6      | Summe |
| ----- | ------------------ | ------------------------ | ----------------- | ------ | ------ | ------ | ------ | ------ | ------ | ----- |
| 1     | Andreas Birnbacher | SC Schleching            | Bayern            | 30     | 30     | 30     | 30     | 26     | 21     | 167   |
| 2     | Arnd Peiffer       | WSV Clausthal-Zellerfeld | Niedersachsen     | 26     | 26     | 21     | 22     | 22     | 15     | 132   |
| 3     | Christoph Stephan  | WSV Oberhof 05           | Thüringen         | 20     | 19     | 22     | 21     | 24     | 22     | 128   |
| 4     | Simon Schempp      | SZ Uhingen               | Baden-Württemberg | 17     | 20     | 15     | 19     | 30     | 24     | 125   |
| 5     | Michael Greis      | SK Nesselwang            | Bayern            | 14     | 15     | 26     | 20     | 14     | 30     | 119   |
| 6     | Alexander Wolf     | WSV Oberhof 05           | Thüringen         | 18     | 18     | 24     | 18     | 19     | 19     | 116   |
| 7     | Daniel Graf        | TSV Siegsdorf            | Bayern            | 12     | 24     | 20     | 11     | 18     | 26     | 111   |
| 8     | Daniel Böhm        | SC Buntenbock            | Niedersachsen     | 21     | 21     | 16     | 24     | 13     | 14     | 109   |
| 9     | Robin Kiel         | SV Eintracht Frankenhain | Thüringen         | 24     | 9      | 18     | 15     | 21     | 20     | 107   |
| 10    | Florian Graf       | WSV Eppenschlag          | Bayern            | 22     |        | 17     | 26     | 20     | 18     | 103   |
| 11    | Michael Rösch      | SSV Altenberg            | Sachsen           | 15     | 22     | 19     | 17     | 17     | 7      | 97    |
| 12    | Toni Lang          | WSV Hauzenberg           | Bayern            | 19     | 16     | 13     | 16     | 11     | 17     | 92    |
| 13    | Erik Lesser        | SV Eintracht Frankenhain | Thüringen         | 6      | 17     | 10     | 14     | 12     | 16     | 75    |
| 14    | Peter Hoffmann     | SSV Altenberg            | Sachsen           | 16     | 11     | 12     | 3      | 5      | 13     | 60    |
| 15    | Felix Schuster     | Elterleiner SV           | Sachsen           | 8      | 12     | 7      | 9      | 16     | 5      | 57    |
| 16    | Benjamin Thym      | WSV Scheibe-Alsbach      | Thüringen         | 9      | 13     | 11     | 13     |        | 9      | 55    |
| 17    | Robin Belau        | SV Eintracht Frankenhain | Thüringen         | 13     | 14     | 14     |        | 2      | 8      | 51    |
| 18    | Fabian Bekelaer    | SV Bayerisch Eisenstein  | Bayern            | 4      | 7      | 8      | 6      | 8      | 10     | 43    |
| 19    | Benedikt Doll      | SZ Breitnau              | Baden-Württemberg |        | 10     | 9      | 2      | 15     |        | 36    |
| 20    | Tom Barth          | TuS Dippoldiswalde       | Sachsen           |        |        |        | 10     | 10     | 12     | 32    |
| 21    | Steffen Bartscher  | SK Winterberg            | Westfalen         | 10     | 6      | 3      | 7      |        |        | 26    |
| 22    | Johannes Kühn      | WSV Reit im Wink         | Bayern            |        | 3      | 6      | 8      | 7      |        | 24    |
| 23    | Matthias Bischl    | SV Söchering             | Bayern            | 3      |        | 5      | 12     | 3      |        | 23    |
| 24    | Michael Willeitner | SK Berchtesgaden         | Bayern            |        | 8      | 1      | 5      | 9      |        | 23    |
| 25    | Steven Kirchner    | WSV Scheibe-Alsbach      | Thüringen         | 1      | 2      | 2      |        |        | 11     | 16    |
| 26    | Tobias Hermann     | SC Gütenbach             | Baden-Württemberg | 5      |        | 4      |        | 1      | 3      | 13    |
| 27    | Jonas Walther      | SG Stahl Schmiedeberg    | Sachsen           |        |        |        |        | 6      | 6      | 12    |
| 28    | Manuel Müller      | SC Oberstdorf            | Bayern            | 11     |        |        |        |        |        | 11    |
| 29    | Christian Georgi   | WSV Oberhof 05           | Thüringen         | 7      |        |        |        |        | 4      | 11    |
| 30    | Christopher Köditz | Großbreitenbacher SV     | Thüringen         | 2      | 5      |        |        |        |        | 7     |
| 31    | Alexander Kiefer   | SC Schönau-Belchen       | Baden-Württemberg |        | 1      |        | 4      |        |        | 5     |
| 32    | Matthias Albrecht  | WSV Oberhof 05           | Thüringen         |        | 4      |        |        |        |        | 4     |
| 32    | Tobias Bauer       | WSV Scheibe-Alsbach      | Thüringen         |        |        |        |        | 4      |        | 4     |
| 34    | Rene Escher        | TSG Sehma                | Sachsen           |        |        |        |        |        | 2      | 2     |
| 35    | Hannes Schandl     | SC Wallgau               | Bayern            |        |        |        | 1      |        | 1      | 2     |

## Frauen

### Einzel (15 km)
| Platz | Sportlerin           | Verein                        | Landesverband            | Schießfehler | Zeit     |
| ----- | -------------------- | ----------------------------- | ------------------------ | ------------ | -------- |
| 1     | Selina Gasparin      |                               | (Schweiz)                | 0+0+1+0      | 46:21,7  |
| 2     | Magdalena Neuner     | SC Wallgau                    | Bayern                   | 1+0+0+4      | +1:00,2  |
| 3     | Andrea Henkel        | Großbreitenbacher SV          | Thüringen                | 1+0+2+1      | +2:10,1  |
| 4     | Tina Bachmann        | SG Stahl Schmiedeberg         | Sachsen                  | 0+3+1+2      | +2:15,5  |
| 5     | Sabrina Buchholz     | WSV Oberhof 05                | Thüringen                | 1+2+1+1      | +2:29,4  |
| 6     | Kathrin Hitzer       | SC Gosheim                    | Baden-Württemberg        | 1+2+2+0      | +2:30,2  |
| 7     | Juliane Döll         | WSV Oberhof 05                | Thüringen                | 3+0+1+1      | +2:37,5  |
| 8     | Carolin Hennecke     | SC Willingen                  | Hessen                   | 1+0+2+1      | +2:48,5  |
| 9     | Susann König         | WSV Scheibe-Alsbach           | Thüringen                | 1+0+1+1      | +2:55,2  |
| 10    | Franziska Hildebrand | WSV Clausthal-Zellerfeld      | Niedersachsen            | 1+0+2+1      | +3:30,9  |
| 11    | Nadine Horchler      | SC Willingen                  | Hessen                   | 0+0+2+1      | +3:44,9  |
| 12    | Stefanie Hildebrand  | WSV Clausthal-Zellerfeld      | Niedersachsen            | 0+2+0+0      | +4:32,9  |
| 13    | Miriam Gössner       | SC Garmisch                   | Bayern                   | 1+2+3+2      | +5:34,1  |
| 14    | Anne Preußler        | SSV Altenberg                 | Sachsen                  | 0+2+1+2      | +5:42,9  |
| 15    | Christina Maierhofer | SC Bergen                     | Bayern                   | 0+0+0+0      | +5:45,0  |
| 16    | Jennifer Horn        | SV Eintracht Frankenhain      | Thüringen                | 3+0+0+1      | +5:51,8  |
| 17    | Carolin Leunig       | WSV Clausthal-Zellerfeld      | Niedersachsen            | 1+2+2+0      | +6:03,5  |
| 18    | Birgit Riesle        | SZ Brend                      | Baden-Württemberg        | 0+1+1+2      | +6:18,7  |
| 19    | Janin Hammerschmidt  | SK Winterberg                 | Westfalen                | 0+1+0+3      | +6:33,2  |
| 20    | Marie-Christin Kloss | WSC Erzgebirge Oberwiesenthal | Sachsen                  | 0+2+0+1      | +6:45,1  |
| 21    | Miriam Behringer     | SC Todtnau                    | Baden-Württemberg        | 3+2+0+0      | +7:04,9  |
| 22    | Anne Domeinski       | SCM Zella-Mehlis              | Thüringen                | 1+2+2+2      | +7:46,2  |
| 23    | Nicole Ebner         | SZ Brend                      | Baden-Württemberg        | 0+2+3+3      | +8:09,6  |
| 24    | Sandra Lesser        | SCM Zella-Mehlis              | Thüringen                | 0+2+0+2      | +8:11,5  |
| 25    | Adele Walker         |                               | (Vereinigtes Königreich) | 0+2+0+2      | +8:42,8  |
| 26    | Iris Grandl          | SC Bergen                     | Bayern                   | 1+2+2+1      | +8:59,5  |
| 27    | Nicola Memm          | WSV Oberhof 05                | Thüringen                | 2+0+0+2      | +9:06,7  |
| 28    | Nerys Jones          |                               | (Vereinigtes Königreich) | 3+1+3+0      | +10:44,2 |
| 29    | Jamielee McCreadie   |                               | (Vereinigtes Königreich) | 2+1+4+2      | +14:55,5 |
| 30    | Grit Otto            | SSV Altenberg                 | Sachsen                  | 2+3+2+3      | +17:18,0 |

Von 32 gemeldeten und gestarteten Athletinnen kamen 30 in die Wertung. Aufgeben mussten Isabelle Kirchner (WSV Scheibe-Alsbach) und Maren Hammerschmidt (SK Winterberg). Die nach Gesamtzeit erstplatzierte Selina Gasparin (Schweiz) wurde nicht offiziell gewertet.

### Sprint (7,5 km)
| Platz | Sportlerin           | Verein                        | Landesverband     | Schießfehler | Zeit    |
| ----- | -------------------- | ----------------------------- | ----------------- | ------------ | ------- |
| 1     | Andrea Henkel        | Großbreitenbacher SV          | Thüringen         | 0+0          | 21:20,6 |
| 2     | Sabrina Buchholz     | WSV Oberhof 05                | Thüringen         | 0+1          | +10,7   |
| 3     | Tina Bachmann        | SG Stahl Schmiedeberg         | Sachsen           | 1+1          | +16,3   |
| 4     | Kathrin Hitzer       | SC Gosheim                    | Baden-Württemberg | 0+1          | +24,1   |
| 5     | Magdalena Neuner     | SC Wallgau                    | Bayern            | 1+1          | +25,9   |
| 6     | Juliane Döll         | WSV Oberhof 05                | Thüringen         | 1+0          | +45,7   |
| 7     | Nadine Horchler      | SC Willingen                  | Hessen            | 1+0          | +1:14,3 |
| 8     | Anne Preußler        | SSV Altenberg                 | Sachsen           | 0+1          | +1:20,2 |
| 9     | Carolin Leunig       | WSV Clausthal-Zellerfeld      | Niedersachsen     | 0+1          | +1:25,5 |
| 10    | Franziska Hildebrand | WSV Clausthal-Zellerfeld      | Niedersachsen     | 0+1          | +1:44,8 |
| 11    | Svenja Lautenbacher  | SC Neubau                     | Bayern            | 0+1          | +1:55,1 |
| 12    | Birgit Riesle        | SZ Brend                      | Baden-Württemberg | 1+1          | +2:05,4 |
| 13    | Carolin Hennecke     | SC Willingen                  | Hessen            | 2+2          | +2:22,5 |
| 14    | Sandra Lesser        | SCM Zella-Mehlis              | Thüringen         | 0+1          | +2:28,4 |
| 15    | Stefanie Hildebrand  | WSV Clausthal-Zellerfeld      | Niedersachsen     | 0+1          | +2:32,1 |
| 16    | Maren Hammerschmidt  | SK Winterberg                 | Westfalen         | 4+0          | +2:37,9 |
| 17    | Susann König         | WSV Scheibe-Alsbach           | Thüringen         | 3+0          | +2:43,5 |
| 18    | Helena Gnädiger      | SC Todtnau                    | Baden-Württemberg | 2+0          | +2:44,7 |
| 19    | Nicole Ebner         | SZ Brend                      | Baden-Württemberg | 3+1          | +2:45,5 |
| 20    | Sina Bauer           | SSV Altenberg                 | Sachsen           | 1+0          | +2:46,0 |
| 21    | Karolin Horchler     | WSV Clausthal-Zellerfeld      | Niedersachsen     | 0+2          | +2:55,8 |
| 22    | Janin Hammerschmidt  | SK Winterberg                 | Westfalen         | 2+2          | +3:00,5 |
| 23    | Miriam Behringer     | SC Todtnau                    | Baden-Württemberg | 2+1          | +3:28,4 |
| 24    | Marie-Christin Kloss | WSV Erzgebirge Oberwiesenthal | Sachsen           | 1+2          | +3:45,2 |
| 25    | Anne Neururer        | SSV Altenberg                 | Sachsen           | 2+1          | +4:36,0 |
| 26    | Isabell Kirchner     | WSV Scheibe-Alsbach           | Thüringen         | 1+0          | +4:58,0 |
| 27    | Nicola Memm          | WSV Oberhof 05                | Thüringen         | 3+0          | +5:21,9 |
| 28    | Beatrice Winkler     | WSC Erzgebirge Oberwiesenthal | Thüringen         | 3+1          | +7:19,9 |

Von 29 gemeldeten Athletinnen traten 28 an. Nicht am Start war Anne Domeinski (SCM Zella-Mehlis).

### Verfolgung (10 km)
| Platz | Sportlerin           | Verein                        | Landesverband     | Schießfehler | Zeit     |
| ----- | -------------------- | ----------------------------- | ----------------- | ------------ | -------- |
| 1     | Kathrin Hitzer       | SC Gosheim                    | Baden-Württemberg | 1+2+0+0      | 32:51,4  |
| 2     | Sabrina Buchholz     | WSV Oberhof 05                | Thüringen         | 0+1+2+0      | +14,9    |
| 3     | Andrea Henkel        | Großbreitenbacher SV          | Thüringen         | 1+1+0+1      | +27,7    |
| 4     | Tina Bachmann        | SG Stahl Schmiedeberg         | Sachsen           | 1+2+1+2      | +59,4    |
| 5     | Magdalena Neuner     | SC Wallgau                    | Bayern            | 0+1+4+2      | +1:38,4  |
| 6     | Juliane Döll         | WSV Oberhof 05                | Thüringen         | 2+1+1+1      | +2:09,2  |
| 7     | Nadine Horchler      | SC Willingen                  | Hessen            | 0+0+1+0      | +2:35,4  |
| 8     | Franziska Hildebrand | WSV Clausthal-Zellerfeld      | Niedersachsen     | 0+0+1+1      | +3:33,2  |
| 9     | Carolin Leunig       | WSV Clausthal-Zellerfeld      | Niedersachsen     | 0+0+3+1      | +3:36,5  |
| 10    | Anne Preußler        | SSV Altenberg                 | Sachsen           | 1+1+0+1      | +4:09,1  |
| 11    | Carolin Hennecke     | SC Willingen                  | Hessen            | 2+3+1+2      | +4:48,6  |
| 12    | Stefanie Hildebrand  | WSV Clausthal-Zellerfeld      | Niedersachsen     | 1+0+0+1      | +4:53,0  |
| 13    | Maren Hammerschmidt  | SK Winterberg                 | Westfalen         | 1+1+2+2      | +5:14,2  |
| 14    | Karolin Horchler     | WSV Clausthal-Zellerfeld      | Niedersachsen     | 1+0+0+2      | +5:14,2  |
| 15    | Susann König         | WSV Scheibe-Alsbach           | Thüringen         | 1+0+2+2      | +5:15,5  |
| 16    | Marie-Christin Kloss | WSV Erzgebirge Oberwiesenthal | Sachsen           | 0+1+1+1      | +5:31,9  |
| 17    | Nicole Ebner         | SZ Brend                      | Baden-Württemberg | 1+1+1+1      | +5:56,6  |
| 18    | Helena Gnädiger      | SC Todtnau                    | Baden-Württemberg | 1+1+2+0      | +5:57,1  |
| 19    | Janin Hammerschmidt  | SK Winterberg                 | Westfalen         | 1+1+1+3      | +6:11,5  |
| 20    | Birgit Riesle        | SZ Brend                      | Baden-Württemberg | 1+3+2+1      | +6:20,8  |
| 21    | Miriam Behringer     | SC Todtnau                    | Baden-Württemberg | 0+2+0+3      | +6:21,2  |
| 22    | Svenja Lautenbacher  | SC Neubau                     | Bayern            | 0+2+0+3      | +6:24,0  |
| 23    | Sandra Lesser        | SCM Zella-Mehlis              | Thüringen         | 5+0+2+1      | +8:14,7  |
| 24    | Sina Bauer           | SSV Altenberg                 | Sachsen           | 2+2+1+5      | +10:36,5 |
| 25    | Isabell Kirchner     | WSV Scheibe-Alsbach           | Thüringen         | 0+2+0+0      | +11:18,5 |
| 26    | Nicola Memm          | WSV Oberhof 05                | Thüringen         | 1+1+0+3      | +11:19,8 |
| 27    | Anne Neururer        | SSV Altenberg                 | Sachsen           | 1+1+3+2      | +11:45,1 |

Von 28 gemeldeten Athletinnen traten 27 an. Nicht am Start war Beatrice Winkler (WSC Erzgebirge Oberwiesenthal).

### Massenstart (12,5 km)
| Platz | Sportlerin           | Verein                        | Landesverband     | Schießfehler | Zeit     |
| ----- | -------------------- | ----------------------------- | ----------------- | ------------ | -------- |
| 1     | Kathrin Hitzer       | SC Gosheim                    | Baden-Württemberg | 0+0+0+0      | 35:34,0  |
| 2     | Magdalena Neuner     | SC Wallgau                    | Bayern            | 1+0+3+0      | +1:09,5  |
| 3     | Tina Bachmann        | SG Stahl Schmiedeberg         | Sachsen           | 1+0+2+1      | +1:37,5  |
| 4     | Juliane Döll         | WSV Oberhof 05                | Thüringen         | 0+1+1+1      | +2:07,3  |
| 5     | Andrea Henkel        | Großbreitenbacher SV          | Thüringen         | 1+0+2+0      | +2:21,8  |
| 6     | Sabrina Buchholz     | WSV Oberhof 05                | Thüringen         | 2+0+1+2      | +2:44,1  |
| 7     | Selina Gasparin      |                               | (Schweiz)         | 0+1+0+1      | +2:49,9  |
| 8     | Stefanie Hildebrand  | WSV Clausthal-Zellerfeld      | Niedersachsen     | 1+0+0+0      | +2:58,3  |
| 9     | Franziska Hildebrand | WSV Clausthal-Zellerfeld      | Niedersachsen     | 1+0+1+2      | +3:46,2  |
| 10    | Susann König         | WSV Scheibe-Alsbach           | Thüringen         | 1+0+1+1      | +3:51,4  |
| 11    | Anne Preußler        | SSV Altenberg                 | Sachsen           | 2+0+0+1      | +4:03,9  |
| 12    | Carolin Hennecke     | SC Willingen                  | Hessen            | 1+3+0+2      | +4:09,9  |
| 13    | Nadine Horchler      | SC Willingen                  | Hessen            | 0+2+1+1      | +4:23,4  |
| 14    | Janin Hammerschmidt  | SK Winterberg                 | Westfalen         | 1+1+1+1      | +4:32,0  |
| 15    | Carolin Leunig       | WSV Clausthal-Zellerfeld      | Niedersachsen     | 1+0+1+1      | +4:44,5  |
| 16    | Miriam Behringer     | SC Todtnau                    | Baden-Württemberg | 0+3+0+1      | +5:00,7  |
| 17    | Anne Domeinski       | SCM Zella-Mehlis              | Thüringen         | 1+3+1+1      | +5:24,3  |
| 18    | Jennifer Horn        | SV Eintracht Frankenhain      | Thüringen         | 0+1+1+2      | +5:50,7  |
| 19    | Nicole Ebner         | SZ Brend                      | Baden-Württemberg | 1+1+3+1      | +6:14,5  |
| 20    | Nicola Memm          | WSV Oberhof 05                | Thüringen         | 0+0+0+0      | +7:00,8  |
| 21    | Sandra Lesser        | SCM Zella-Mehlis              | Thüringen         | 0+2+2+1      | +7:09,6  |
| 22    | Birgit Riesle        | SZ Brend                      | Baden-Württemberg | 1+1+1+2      | +7:50,1  |
| 23    | Marie-Christin Kloss | WSV Erzgebirge Oberwiesenthal | Sachsen           | 2+1+2+1      | +9:14,8  |
| 24    | Grit Otto            | SSV Altenberg                 | Sachsen           | 2+0+0+2      | +10:05,2 |

Von 26 gemeldeten Athletinnen traten 25 an. Nicht am Start war Miriam Gössner (SC Garmisch). Aufgeben musste Isabelle Kirchner (WSV Scheibe-Alsbach).

### Staffel (3 × 6 km)
| Platz | Staffel / Sportlerin | Verein                   | Landesverband     | Schießfehler | Zeit    |
| ----- | -------------------- | ------------------------ | ----------------- | ------------ | ------- |
| 1     | TSV I                |                          |                   | 0+6          | 51:58,7 |
|       | Andrea Henkel        | Großbreitenbacher SV     | Thüringen         | 0+3          | 17:23,5 |
|       | Juliane Döll         | WSV Oberhof 05           | Thüringen         | 0+1          | 17:15,2 |
|       | Sabrina Buchholz     | WSV Oberhof 05           | Thüringen         | 0+2          | 17:19,8 |
| 2     | SBW                  |                          |                   | 0+10         | +3:06,6 |
|       | Miriam Behringer     | SC Todtnau               | Baden-Württemberg | 0+2          | 18:26,5 |
|       | Kathrin Hitzer       | SC Gosheim               | Baden-Württemberg | 0+4          | 17:13,1 |
|       | Helena Gnädinger     | SC Todtnau               | Baden-Württemberg | 0+4          | 19:25,6 |
| 3     | TSV II               |                          |                   | 1+8          | +3:49,0 |
|       | Susann König         | WSV Scheibe-Alsbach      | Thüringen         | 0+3          | 17:25,8 |
|       | Sandra Lesser        | SCM Zella-Mehlis         | Thüringen         | 0+1          | 17:58,7 |
|       | Nicola Memm          | WSV Oberhof 05           | Thüringen         | 1+4          | 20:23,0 |
| 4     | NSV                  |                          |                   | 1+6          | +3:59,1 |
|       | Franziska Hildebrand | WSV Clausthal-Zellerfeld | Niedersachsen     | 1+3          | 18:53,5 |
|       | Karolin Horchler     | WSV Clausthal-Zellerfeld | Niedersachsen     | 0+0          | 18:38,7 |
|       | Carolin Leunig       | WSV Clausthal-Zellerfeld | Niedersachsen     | 0+3          | 18:25,5 |
| 5     | WSV/HSV              |                          |                   | 4+13         | +4:05,2 |
|       | Janin Hammerschmidt  | SK Winterberg            | Westfalen         | 0+3          | 17:40,5 |
|       | Nadine Horchler      | SC Willingen             | Hessen            | 2+4          | 19:21,2 |
|       | Carolin Hennecke     | SC Willingen             | Hessen            | 2+6          | 19:02,1 |
| 6     | SVS I                |                          |                   | 2+8          | +4:30,2 |
|       | Anne Preußler        | SSV Altenberg            | Sachsen           | 0+1          | 17:54,3 |
|       | Tina Bachmann        | SG Stahl Schmiedeberg    | Sachsen           | 0+3          | 17:22,8 |
|       | Sina Bauer           | SSV Altenberg            | Sachsen           | 2+4          | 21:11,6 |

Von neun gemeldeten Staffeln kamen sechs in die Wertung. Aufgeben mussten die Staffeln SVS II mit Anne Neururer und Beatrice Winkler, WSV/BSV/TVS mit Svenja Lautenbacher und Isabelle Kirchner sowie SBW/NSV mit Stefanie Hildebrand, Birgit Riesle und Nicole Ebner.

### Pokalwertung
| Platz | Sportlerin           | Verein                        | Landesverband     | Rennen | Rennen | Rennen | Rennen | Rennen | Rennen | Summe |
| Platz | Sportlerin           | Verein                        | Landesverband     | 1      | 2      | 3      | 4      | 5      | 6      | Summe |
| ----- | -------------------- | ----------------------------- | ----------------- | ------ | ------ | ------ | ------ | ------ | ------ | ----- |
| 1     | Kathrin Hitzer       | SC Gosheim                    | Baden-Württemberg | 11     | 8      | 20     | 12     | 20     | 20     | 91    |
| 2     | Andrea Henkel        | Großbreitenbacher SV          | Thüringen         | 16     | 16     | 11     | 20     | 14     | 11     | 88    |
| 3     | Tina Bachmann        | SG Stahl Schmiedeberg         | Sachsen           | 14     | 20     | 14     | 14     | 12     | 12     | 86    |
| 4     | Sabrina Buchholz     | WSV Oberhof 05                | Thüringen         | 12     | 12     | 10     | 16     | 16     | 14     | 80    |
| 5     | Magdalena Neuner     | SC Wallgau                    | Bayern            | 20     | 14     | 16     | 11     | 11     |        | 72    |
| 6     | Juliane Döll         | WSV Oberhof 05                | Thüringen         | 10     | 11     | 12     | 10     | 9      | 16     | 68    |
| 7     | Franziska Hildebrand | WSV Clausthal-Zellerfeld      | Niedersachsen     | 7      | 10     | 8      | 6      | 7      | 1      | 39    |
| 8     | Nadine Horchler      | SC Willingen                  | Hessen            | 6      | 5      | 4      | 9      | 10     |        | 34    |
| 9     | Anne Preußler        | SSV Altenberg                 | Sachsen           | 3      | 7      | 6      | 8      |        | 8      | 32    |
| 10    | Carolin Hennecke     | SC Willingen                  | Hessen            | 9      | 9      | 5      | 3      | 2      |        | 28    |
| 11    | Susann König         | WSV Scheibe-Alsbach           | Thüringen         | 8      |        | 7      |        | 1      | 10     | 26    |
| 12    | Stefanie Hildebrand  | WSV Clausthal-Zellerfeld      | Niedersachsen     | 5      | 1      | 9      | 1      | 3      | 7      | 26    |
| 13    | Carolin Leunig       | WSV Clausthal-Zellerfeld      | Niedersachsen     |        | 6      | 2      | 7      | 6      | 5      | 26    |
| 14    | Janin Hammerschmidt  | SK Winterberg                 | Westfalen         |        | 3      | 3      |        | 5      | 9      | 20    |
| 15    | Marie-Christin Kloss | WSV Erzgebirge Oberwiesenthal | Sachsen           |        |        |        |        | 8      |        | 8     |
| 16    | Sandra Lesser        | SCM Zella-Mehlis              | Thüringen         |        |        |        | 2      |        | 6      | 8     |
| 17    | Birgit Riesle        | SZ Brend                      | Baden-Württemberg |        |        |        | 4      |        | 3      | 7     |
| 18    | Karolin Horchler     | WSV Clausthal-Zellerfeld      | Niedersachsen     |        |        |        |        | 4      | 2      | 6     |
| 19    | Svenja Lautenbacher  | SC Neubau                     | Bayern            |        |        |        | 5      |        |        | 5     |
| 20    | Miriam Behringer     | SC Todtnau                    | Baden-Württemberg |        |        | 1      |        |        | 4      | 5     |
| 20    | Jennifer Horn        | SV Eintracht Frankenhain      | Thüringen         | 1      | 4      |        |        |        |        | 5     |
| 22    | Miriam Gössner       | SC Garmisch                   | Bayern            | 4      |        |        |        |        |        | 4     |
| 23    | Anne Domeinski       | SCM Zella-Mehlis              | Thüringen         |        | 2      |        |        |        |        | 2     |
| 23    | Christina Maierhofer | SC Bergen                     | Bayern            | 2      |        |        |        |        |        | 2     |

## Mixed

### Staffel (1 × 6 km und 2 × 7,5 km)
| Platz | Staffel / Sportler(in) | Verein                   | Landesverband     | Schießfehler | Zeit    |
| ----- | ---------------------- | ------------------------ | ----------------- | ------------ | ------- |
| 1     | BSV I                  |                          |                   | 0+1          | 55:55,9 |
|       | Magdalena Neuner       | SC Wallgau               | Bayern            | 0+1          | 17:52,7 |
|       | Michael Greis          | SK Nesselwang            | Bayern            | 0+0          | 19:29,3 |
|       | Andreas Birnbacher     | SC Schleching            | Bayern            | 0+0          | 18:33,9 |
| 1     | NSV I                  |                          |                   | 0+0          | 55:55,9 |
|       | Franziska Hildebrand   | WSV Clausthal-Zellerfeld | Niedersachsen     | 0+0          | 18:12,1 |
|       | Daniel Böhm            | SC Buntenbock            | Niedersachsen     | 0+0          | 19:02,2 |
|       | Arnd Peiffer           | WSV Clausthal-Zellerfeld | Niedersachsen     | 0+0          | 18:41,6 |
| 3     | SVS I                  |                          |                   | 0+0          | +31,9   |
|       | Tina Bachmann          | SG Stahl Schmiedeberg    | Sachsen           | 0+0          | 17:34,2 |
|       | Michael Rösch          | SSV Altenberg            | Sachsen           | 0+0          | 18:58,0 |
|       | Peter Hoffmann         | SSV Altenberg            | Sachsen           | 0+0          | 19:55,6 |
| 4     | TSV II                 |                          |                   | 0+0          | +39,4   |
|       | Sabrina Buchholz       | WSV Oberhof 05           | Thüringen         | 0+0          | 17:57,5 |
|       | Alexander Wolf         | WSV Oberhof 05           | Thüringen         | 0+0          | 19:16,1 |
|       | Erik Lesser            | SV Eintracht Frankenhain | Thüringen         | 0+0          | 19:21,7 |
| 5     | TSV I                  |                          |                   | 0+1          | +55,9   |
|       | Andrea Henkel          | Großbreitenbacher SV     | Thüringen         | 0+0          | 17:43,2 |
|       | Robin Kiel             | SV Eintracht Frankenhain | Thüringen         | 0+1          | 19:58,0 |
|       | Christoph Stephan      | WSV Oberhof 05           | Thüringen         | 0+0          | 19:10,6 |
| 6     | Schweiz                |                          |                   | 0+0          | +1:13,1 |
|       | Selina Gasparin        |                          |                   | 0+0          | 18:05,2 |
|       | Ivan Joller            |                          |                   | 0+0          | 19:56,2 |
|       | Benjamin Weger         |                          |                   | 0+0          | 19:07,6 |
| 7     | TSV III                |                          |                   | 0+0          | +1:27,6 |
|       | Juliane Döll           | WSV Oberhof 05           | Thüringen         | 0+0          | 18:05,9 |
|       | Robin Belau            | SV Eintracht Frankenhain | Thüringen         | 0+0          | 19:37,2 |
|       | Benjamin Thym          | WSV Scheibe-Alsbach      | Thüringen         | 0+0          | 19:40,4 |
| 8     | SBW I                  |                          |                   | 1+0          | +1:32,5 |
|       | Kathrin Hitzer         | SC Gosheim               | Baden-Württemberg | 1+0          | 18:26,1 |
|       | Benedikt Doll          | SZ Breitnau              | Baden-Württemberg | 0+0          | 19:57,4 |
|       | Simon Schempp          | SZ Uhingen               | Baden-Württemberg | 0+0          | 19:04,9 |
| 9     | SVS II                 |                          |                   | 1+0          | +3:37,9 |
|       | Anne Preußler          | SSV Altenberg            | Sachsen           | 0+0          | 18:45,8 |
|       | Tom Barth              | TuS Dippoldiswalde       | Sachsen           | 1+0          | 20:55,0 |
|       | Felix Schuster         | Elterleiner SV           | Sachsen           | 0+0          | 19:53,0 |
| 10    | BSV III                |                          |                   | 1+1          | +3:38,0 |
|       | Iris Grandl            | SC Bergen                | Bayern            | 1+0          | 20:14,9 |
|       | Daniel Graf            | TSV Siegsdorf            | Bayern            | 0+0          | 18:57,5 |
|       | Johannes Kühn          | WSV Reit im Wink         | Bayern            | 0+1          | 20:21,5 |
| 11    | TSV V                  |                          |                   | 0+0          | +4:03,7 |
|       | Anne Domeinski         | SCM Zella-Mehlis         | Thüringen         | 0+0          | 19:20,3 |
|       | Steven Kirchner        | WSV Scheibe-Alsbach      | Thüringen         | 0+0          | 20:23,6 |
|       | Matthias Albrecht      | WSV Oberhof 05           | Thüringen         | 0+0          | 20:15,7 |
| 12    | Schweiz/Südkorea       |                          |                   | 1+0          | +4:16,6 |
|       | Kim Seo-ra             |                          | (Südkorea)        | 0+0          | 20:12,4 |
|       | Christian Stebler      |                          | (Schweiz)         | 1+0          | 20:17,4 |
|       | Simon Hallenbarter     |                          | (Schweiz)         | 0+0          | 19:42,7 |
| 13    | BSV II                 |                          |                   | 5+0          | +4:58,9 |
|       | Miriam Gössner         | SC Garmisch              | Bayern            | 4+0          | 20:49,4 |
|       | Florian Graf           | WSV Eppenschlag          | Bayern            | 0+0          | 20:36,9 |
|       | Toni Lang              | WSV Hauzenberg           | Bayern            | 1+0          | 19:28,3 |
| 14    | BSV IV                 |                          |                   | 0+2          | +5:02,9 |
|       | Christina Maierhofer   | SC Bergen                | Bayern            | 0+0          | 20:16,6 |
|       | Fabian Bekelaer        | SV Bayerisch Eisenstein  | Bayern            | 0+0          | 20:05,4 |
|       | Matthias Bischl        | SV Söchering             | Bayern            | 0+2          | 20:36,8 |
| 15    | NSV/BSV/NED            |                          |                   | 0+0          | +5:20,5 |
|       | Stefanie Hildebrand    | WSV Clausthal-Zellerfeld | Niedersachsen     | 0+0          | 19:27,8 |
|       | Hannes Schandl         | SC Wallgau               | Bayern            | 0+0          | 20:52,1 |
|       | Herbert Cool           |                          | (Niederlande)     | 0+0          | 20:52,1 |
| 16    | HSV/WSV                |                          |                   | 0+3          | +5:21,2 |
|       | Carolin Hennecke       | SC Willingen             | Hessen            | 0+0          | 18:28,6 |
|       | Dominik Schüßler       | SC Willingen             | Hessen            | 0+3          | 22:37,3 |
|       | Steffen Bartscher      | SK Winterberg            | Westfalen         | 0+0          | 20:11,2 |
| 17    | TSV IV                 |                          |                   | 2+0          | +5:31,4 |
|       | Susann König           | WSV Scheibe-Alsbach      | Thüringen         | 2+0          | 20:41,5 |
|       | Christian Georgi       | WSV Oberhof 05           | Thüringen         | 0+0          | 20:32,5 |
|       | Christopher Köditz     | Großbreitenbacher SV     | Thüringen         | 0+0          | 20:13,3 |
| 18    | TSV VI                 |                          |                   | 0+0          | +5:53,5 |
|       | Jennifer Horn          | SV Eintracht Frankenhain | Thüringen         | 0+0          | 19:12,2 |
|       | Tobias Bauer           | WSV Scheibe-Alsbach      | Thüringen         | 0+0          | 21:37,0 |
|       | Ludwig Fischer         | WSV Oberhof 05           | Thüringen         | 0+0          | 21:00,2 |
| 19    | SBW II                 |                          |                   | 0+1          | +5:54,2 |
|       | Miriam Behringer       | SC Todtnau               | Baden-Württemberg | 0+1          | 20:09,1 |
|       | Tobias Hermann         | SC Gütenbach             | Baden-Württemberg | 0+0          | 21:09,3 |
|       | Alexander Kiefer       | SC Schönau-Belchen       | Baden-Württemberg | 0+0          | 20:31,3 |

## Medaillengewinner
| Platz    | Athlet(in)           | Gold | Silber | Bronze | Gesamt |
| -------- | -------------------- | ---- | ------ | ------ | ------ |
| 1        | Andreas Birnbacher   | 6    | 0      | 0      | 6      |
| 2        | Andrea Henkel        | 2    | 1      | 1      | 4      |
| 3        | Michael Greis        | 2    | 1      | 0      | 3      |
|          | Kathrin Hitzer       | 2    | 1      | 0      | 3      |
|          | Magdalena Neuner     | 2    | 1      | 0      | 3      |
| 6        | Sabrina Buchholz     | 1    | 2      | 0      | 3      |
| 7        | Arnd Peiffer         | 1    | 1      | 1      | 3      |
| 8        | Florian Graf         | 1    | 1      | 0      | 2      |
| 9        | Daniel Böhm          | 1    | 0      | 1      | 2      |
| 10       | Juliane Döll         | 1    | 0      | 0      | 1      |
|          | Franziska Hildebrand | 1    | 0      | 0      | 1      |
| 12       | Christoph Stephan    | 0    | 2      | 0      | 2      |
| 13       | Robin Kiel           | 0    | 1      | 1      | 2      |
|          | Alexander Wolf       | 0    | 1      | 1      | 2      |
| 15       | Miriam Behringer     | 0    | 1      | 0      | 1      |
|          | Helena Gnädinger     | 0    | 1      | 0      | 1      |
| 17       | Tina Bachmann        | 0    | 0      | 4      | 4      |
| 18       | Daniel Graf          | 0    | 0      | 1      | 1      |
|          | Peter Hoffmann       | 0    | 0      | 1      | 1      |
|          | Susann König         | 0    | 0      | 1      | 1      |
|          | Johannes Kühn        | 0    | 0      | 1      | 1      |
|          | Toni Lang            | 0    | 0      | 1      | 1      |
|          | Sandra Lesser        | 0    | 0      | 1      | 1      |
|          | Nicola Memm          | 0    | 0      | 1      | 1      |
|          | Michael Rösch        | 0    | 0      | 1      | 1      |
| Gesamt * | Gesamt *             | 20   | 14     | 17     | 51     |

* In der Mixed-Staffel wurden zwei Goldmedaillen und keine Silbermedaille vergeben.